# Parasterope zeta
Parasterope zeta är en kräftdjursart som beskrevs av Louis S. Kornicker 1986. Parasterope zeta ingår i släktet Parasterope och familjen Cylindroleberididae. Inga underarter finns listade i Catalogue of Life.